# Livreurs, sachez livrer !
Pour plus de détails, voir Fiche technique et Distribution.
Livreurs, sachez livrer ! (The Music Box), également intitulé Les Déménageurs, est un film américain réalisé par James Parrott, sorti en 1932, mettant en scène Laurel et Hardy.
C'est une reprise du film muet Plus de chapeau (Hats Off) de 1927.

## Synopsis
Une femme achète un piano mécanique, et demande à le faire livrer pour faire une surprise à son mari. Les deux livreurs vont avoir à faire face à de multiples difficultés, dont la première est de le hisser en haut d'un imposant escalier.

## Fiche technique
- Titre original : The Music Box

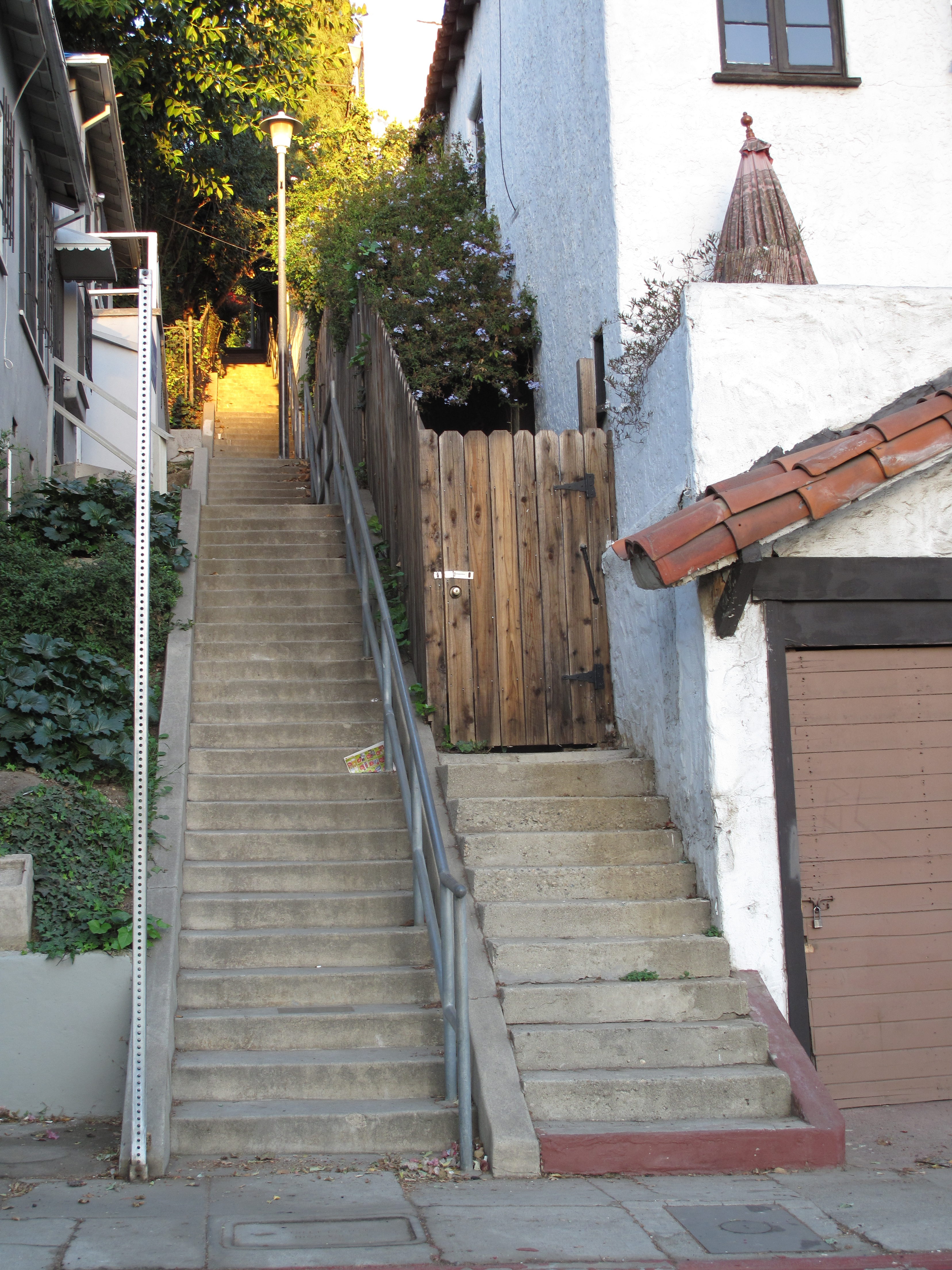
Les escaliers (qui servirent de décor au film) en 2009

- Titre français : « Livreurs, sachez livrer ! » ou « Livreurs sachant livrer »
- Autres titres français : « Les Déménageurs » ou « Les Déménageurs de piano »
- Réalisation : James Parrott
- Scénario : H. M. Walker (dialogues)
- Photographie : Len Powers et Walter Lundin
- Montage : Richard C. Currier
- Producteur : Hal Roach
- Société de production : Hal Roach Studios
- Société de distribution : Metro-Goldwyn-Mayer
- Pays de production :  États-Unis
- Langue originale : anglais
- Format : noir et blanc - 35 mm - 1,37:1  -  sonore
- Genre : comédie burlesque
- Longueur : trois bobines (environ 29 minutes)
- Date de sortie : 
  - États-Unis : 16 avril 1932

## Distribution
Source principale de la distribution :
- Stan Laurel : Laurel
- Oliver Hardy : Hardy

Reste de la distribution non créditée :
- Dinah : Suzie la mule
- Gladys Gale ou Hazel Howell: madame von Schwarzenhoffen
- Billy Gilbert : le professeur von Schwarzenhoffen
- William Gillespie : le vendeur de piano
- Charlie Hall : le postier
- Lilyan Irene : la nurse au landau
- Sam Lufkin : le policier

## Distinctions
C'est le seul film de Laurel et Hardy qui a été récompensé par un Oscar : l'Oscar du meilleur court métrage en prises de vues réelles, en 1932.